# Communauté de communes du Pays de Saint-Félicien
Die Communauté de communes du Pays de Saint-Félicien ist ein ehemaliger französischer Gemeindeverband mit Rechtsform einer Communauté de communes im Département Ardèche, dessen Verwaltungssitz sich in dem Ort Saint-Félicien befand. Er lag in der Nordhälfte des Départements, etwa 30 km nordwestlich von Valence. Der Ende 2003 gegründete Gemeindeverband bestand aus sieben Gemeinden auf einer Fläche von 125,8 km2.

## Aufgaben
Zu den vorgeschriebenen Kompetenzen gehörten die Entwicklung und Förderung wirtschaftlicher Aktivitäten sowie die Raumplanung auf Basis eines Schéma de Cohérence Territoriale. Der Gemeindeverband betrieb die Abwasserentsorgung (teilweise), die Müllabfuhr und -entsorgung, die Straßenmeisterei und den Schulbusverkehr. Zusätzlich förderte der Verband Kultur- und Sportveranstaltungen.

## Historische Entwicklung
Mit Wirkung vom 1. Januar 2017 fusionierte der Gemeindeverband mit der Communauté de communes Pays de l’Hermitage et du Tournonais und der Communauté de communes du Pays de l’Herbasse und bildete so die Nachfolgeorganisation Communauté d’agglomération Hermitage-Tournonais-Herbasse-Pays de Saint Félicien.

## Ehemalige Mitgliedsgemeinden
Folgende sieben Gemeinden gehörten der Communauté de communes du Pays de Saint-Félicien an:
| Gemeinde           | Einwohner 1. Januar 2022 | Fläche km² | Dichte Einw./km² | Code INSEE | Postleitzahl |
| ------------------ | ------------------------ | ---------- | ---------------- | ---------- | ------------ |
| Arlebosc           | 361                      | 12,3       | 29               | 07014      | 07410        |
| Bozas              | 256                      | 12,5       | 20               | 07039      | 07410        |
| Colombier-le-Vieux | 677                      | 15,5       | 44               | 07069      | 07410        |
| Pailharès          | 288                      | 19,7       | 15               | 07170      | 07410        |
| Saint-Félicien     | 1.114                    | 21,4       | 52               | 07236      | 07410        |
| Saint-Victor       | 961                      | 31,9       | 30               | 07301      | 07410        |
| Vaudevant          | 218                      | 12,5       | 17               | 07335      | 07410        |